# Nuno Fazenda
Nuno Jorge Cardona Fazenda de Almeida (Covilhã, 24 de outubro de 1976) é um político português. Ele foi e é Deputado à Assembleia da República nas XIV, XV, XVI e XVII Legislaturas pelo Partido Socialista pelo Círculo Eleitoral de Castelo Branco. Tem uma Licenciatura em Turismo, um Mestrado em Gestão e Políticas Ambientais e um Doutoramento em Planeamento Regional e Urbano.
A 2 de dezembro de 2022 tomou posse como Secretário de Estado do Turismo, Comércio e Serviços do XXIII Governo Constitucional,  cessando funções a 2 de abril de 2024.